# 海瑟爾島
海瑟爾島是丹麥的島嶼，位於卡特加特海峽，由首都大區負責管轄，距離西蘭島28公里，長1.5公里、寬0.7公里，面積0.71平方公里，最高點海拔高度20米，島上無人居住。
56°11′43″N 11°43′49″E / 56.19528°N 11.73028°E